# 馬麟 (水滸伝)

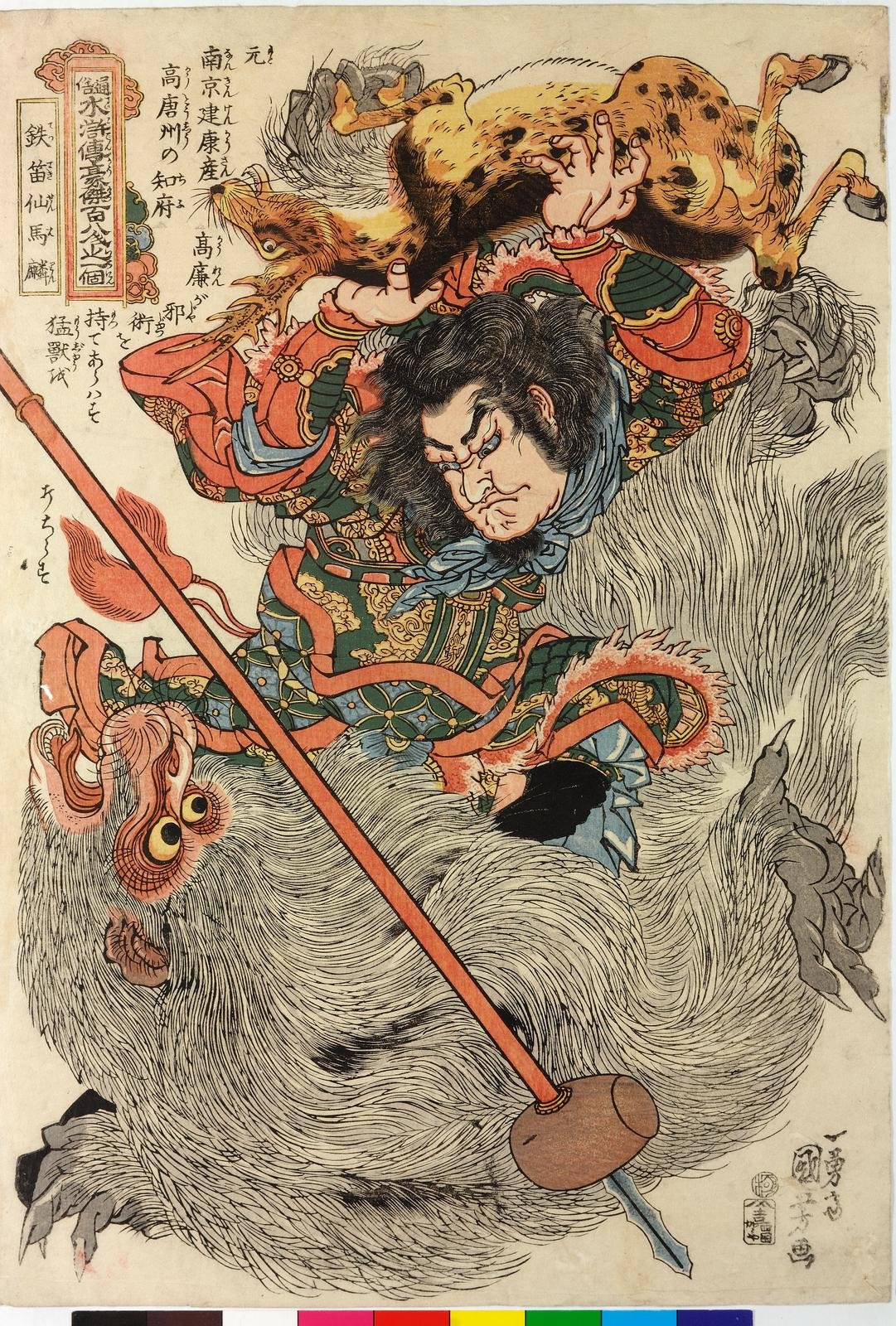
馬麟

馬 麟（ば りん）は、中国の小説で四大奇書の一つである『水滸伝』の登場人物。
梁山泊第六十七位の好漢。地明星の生まれ変わり。梁山泊入り以前は黄門山の第三頭領。渾名は鉄笛仙（てってきせん）で、達者な笛の腕前に由来する。一方で容貌はあらあらしく、百人を相手にしても引けを取らない大滾刀の使い手とされるが、戦場では2本の銅刀を振るう双刀の使い手として描かれ、滾刀を使用する場面はなかった。主に梁山泊軍内では戦闘要員として多数の戦に参加し、一時期は梁山泊の造船作業も担当した。

## 生涯
馬麟は建康出身で代々軍人の家柄に生まれ、元は蕃子（岡っ引）であったが、黄門山に籠もって山賊となり欧鵬、蔣敬、陶宗旺らの仲間とともに4、500人の手下を率いて盤拠していた。ある時、江州で刑場を襲撃した梁山泊の一党が帰路、自分たちの本拠付近を通るらしいという情報を得た欧鵬たちは、天下の義賊として名高い彼らを出迎えたいと考えた。それらしい集団がやってくるとわざと襲撃するようなそぶりを見せて梁山泊一行を名乗らせてそれであると確認すると、すかさず自身の非礼を詫び一行を山塞に招待して大いにもてなした。この席上で彼らの実力を聞いた宋江から仲間入りを打診され、喜んだ馬麟たちはそのまま梁山泊に合流した。
梁山泊入山後は家族を迎えるために一旦故郷に戻った宋江が捕り方に襲撃されたのを救出、直後の組織編制では造船の責任者に任命されるが、ほどなく本職の船大工である孟康が戴宗によって入山したためすぐ交替した。祝家荘との戦いでは敵の女剣士扈三娘との一騎討ちで苦戦する欧鵬を助太刀し刃を交えるが、決着がつく前に味方の旗色が悪くなり退却した。祝家荘陥落後は李応を味方に引き入れるための作戦に参加し前歴を活かして捕盗役人に変装、その後も林冲や花栄らの副将として活躍を続けた。
百八星集結後は騎兵軍小彪将兼斥候頭領十六員の第十二位に任命され、平時では宴席で笛の腕前を披露し、皆を楽しませるなどした。官軍との戦いや朝廷への帰順後の戦役でも主に索超の副将として活躍、田虎や方臘との合戦では度々伏兵として敵を追い散らす活躍を見せた。睦州攻めの際、烏竜嶺に築かれた方臘方の要塞を越える間道を土地の古老から聞き出し、宋江がその情報を元に別働隊を編成、睦州を目指す間に馬麟は烏竜嶺の西陣を守るが、起死回生を狙い攻め寄せてきた石宝の部隊と交戦、白欽の投槍を受けてひるんだ隙を突かれて、すかさず接近してきた石宝の劈風刀で、一刀の下に斬り捨てられた。